# Jebru Inspektion A/S
Jebru Inspektion A/S er et elevator- og kedelinspektionsfirma grundlagt i 2005 af kedelspecialist og maskinmester Jens Bruun, som igennem en årrække har undervist i kedler og lavet inspektion af kedler.

## Ansatte og virke
I 2007 har Jebru Inspektion A/S omkring 20 medarbejdere, hvoraf de fleste stammer fra arbejdstilsynets inspektionsafdelinger. De ansatte sidder i Dansk standards udvalg og underviser forskellige steder.
Jebru Inspektion A/S er det eneste danske firma, som kan foretage inspektion af elevatorer. Deres kontrolkort ses næsten altid i nye elevatorer i Danmark, da de har 80-90% af elevatormarkedet. Det er også et af de få firmaer i Danmark (p.t. 2 ), som er godkendt til periodisk kontrol af kedler i Danmark.

## Jens Bruun
Jens Bruun har udgivet flere bøger og kompendier indenfor kedler, rørsystemer, trykbeholder og trykbærende anlæg.